# Dieter Georg Adlmaier-Herbst

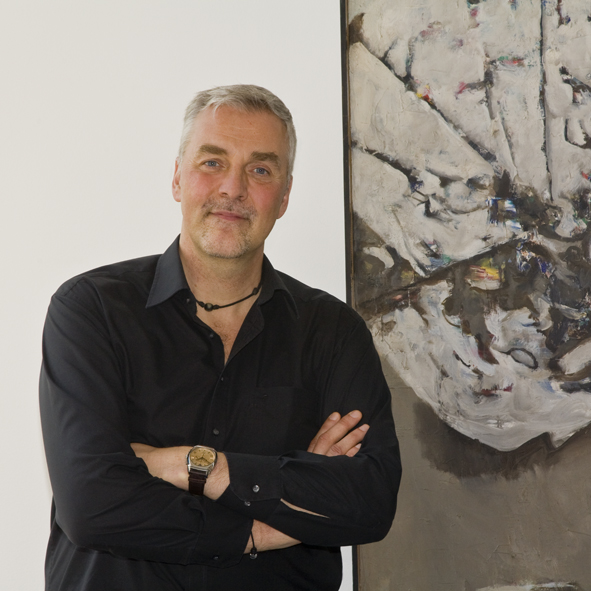
Dieter Herbst (2014)

Dieter Georg Adlmaier-Herbst (* 31. Juli 1960 in Groß-Gerau/Hessen als Dieter Georg Herbst) ist ein deutscher Marken- und Kommunikationsexperte. Er unterrichtet an mehreren Hochschulen im In- und Ausland und ist Autor zu Kommunikationsthemen.

## Leben
Adlmaier-Herbst studierte Publizistik, Soziologie, Psychologie, Erziehungswissenschaften und Wirtschaftswissenschaften in Frankfurt am Main, Berlin und Hagen. Er promovierte 1990 mit einer soziologischen Arbeit. Ab 1987 arbeitete er als Referent der Unternehmenskommunikation für die Schering AG in Berlin und anschließend als Geschäftsführender Gesellschafter der source 1 networks GmbH. Seit 2001 lehrt er als Honorarprofessor Strategisches Kommunikationsmanagement am Weiterbildungsinstitut der Universität der Künste Berlin (UdK) und seit 2012 als Gastprofessor im Rahmen des Master-Studiengangs „Leadership in Digitaler Kommunikation“ der UdK. Er ist außerdem Hauptdozent im Executive MBA HSG in Business Engineering für das Modul „Unternehmenskommunikation in der Transformation“ der Universität St. Gallen.

## Auszeichnungen
- 2011: „Professor des Jahres 2011“ im Bereich Geistes-, Gesellschafts- und Kulturwissenschaften im bundesweiten Wettbewerb der Zeitschrift Unicum[3]

## Bücher
- Dieter Georg Herbst, Thomas Heinrich Musiolik, Digital Storytelling. Spannende Geschichten für interne Kommunikation, Werbung und PR (2016), UVK Verlagsgesellschaft, 1. Aufl.; ISBN 978-3-86764-671-0.
- Rede mit mir (2014), School for Communication and Management, 2. Aufl. ISBN 3-940543-40-3.
- Storytelling (2014), UVK Verlagsgesellschaft, 3. Aufl.; ISBN 3-86764-439-X.
- Marketingkompetenz: Public Relations (2012), Cornelsen Scriptor, 4. Aufl. ISBN 3-06-151008-7.
- Marketingkompetenz: Corporate Identity: Aufbau einer einzigartigen Unternehmensidentität (2012), Cornelsen Scriptor, 5. Aufl. ISBN 3-589-24076-8.
- Charisma ist keine Lampe (2008), Gabler, 1. Aufl. ISBN 3-8349-0460-0.
- Handbücher Unternehmenspraxis: Praxishandbuch Markenführung (2005), Cornelsen Scriptor, 1. Aufl. ISBN 3-589-23610-8.
- Handbücher Unternehmenspraxis: Corporate Imagery (2004), Cornelsen Scriptor, ISBN 3-589-23633-7.
- Handbücher Unternehmenspraxis: Praxishandbuch Unternehmenskommunikation (2004), Cornelsen Scriptor, ISBN 3-589-23631-0.
- Das professionelle 1mal1: Interne Kommunikation (2004), Cornelsen Scriptor, ISBN 3-589-23541-1.
- Das professionelle 1mal1: Public Relations (2004), Cornelsen Scriptor, 2. Aufl. ISBN 3-589-23512-8.
- Krisen meistern durch PR – Ein Leitfaden für Kommunikationspraktiker (1999), Hermann Luchterhand Verlag, ISBN 3-472-03675-3.
- Das professionelle 1mal1: Corporate Identity (1998), Cornelsen Lehrbuch, ISBN 3-464-49032-7.
- Das professionelle 1mal1: Public Relations (1997), Cornelsen Lehrbuch, ISBN 3-464-49031-9.

## Rezensionen
- Schritt für Schritt zur starken Marken (2012).
- Business is Showbusiness. Wie Topmanager sich vor Publikum inszenieren (2008) In: Publizistik. Vierteljahreshefte für Kommunikationsforschung. S. 53 Biehl, B.
- Kontextbasierte Markenführung. Ein handlungstheoretischer Planungsansatz, Baetzgen, A. (2007), Bern, ISBN 978-3-258-07232-6.
- Krisen-PR im Internet. Nutzungsmöglichkeiten, Einflussfaktoren und Problemfelder, Tanja Köhler (2007)Wiesbaden: VS Verlag für Sozialwissenschaften 2006 (= Reihe: Organisationskommunikation. Studien zu Public Relations/Öffentlichkeitsarbeit und Kommunikationsmanagement) Erschienen in: Publizistik, März 2007, Jahrgang 52/2007, Ausgabe 1/2007, S. 108.